# Grandview Heights, Ohio
Grandview Heights là một thành phố thuộc quận Franklin, tiểu bang Ohio, Hoa Kỳ. Năm 2010, dân số của thành phố này là 6536 người.

## Dân số
- Dân số năm 2000: 6695 người.
- Dân số năm 2010: 6536 người.